# Elia (netbeheerder)
Elia is de transmissienetbeheerder van het Belgische hoogspanningsnet en staat in voor de transmissie van elektriciteit. Elia stelt als netbeheerder het transportnet beschikbaar voor elektriciteitstransporten en waarborgt de balans tussen vraag en aanbod. Het bedrijf is ontstaan op 28 juni 2001 door de fusie van het hoogspanningsnetwerk van Electrabel en SPE 
Elia Group is een beursgenoteerd bedrijf met 40,82% vrij verhandelbare aandelen. De grootaandeelhouders zijn de gemeentelijke holdings Publi-T (44,87%) en Publipart (3,32%), de Brusselse intercommunale Interfin (3,78%) en staatsbedrijf Belfius Insurance (1,04%). Katoen Natie (6,16%) is de grootste privéaandeelhouder.

## Activiteiten
Over het hoogspanningsnet wordt stroom vervoerd van de producenten naar de distributienetbeheerders en de industriële grootverbruikers. Elia bezit het gehele Belgische netinfrastructuur van 150 kilovolt (kV) tot 380 kV en nagenoeg 94% van de netinfrastructuur van 30 tot 70 kV. Elia heeft de ambitie de resterende 6% van het 30 tot 70 kV aan te kopen. Het net heeft een totale lengte van ongeveer 8400 kilometer waarvan 2750 kilometer ondergrondse verbindingen. Het hoofdkantoor van Elia is gevestigd in Brussel. Elia heeft ruim 1450 medewerkers in België.
De hoofdtaken van Elia zijn:
- infrastructuurbeheer: het onderhoud en de ontwikkeling van het net, alsook de aansluiting van elektrische installaties op het net;
- systeembeheer: het verlenen van toegang tot het net, de levering van alle diensten voor de transmissie van elektriciteit, het opvolgen van de stromen op het net om over de goede werking te waken en de klok rond het evenwicht tussen verbruik en productie van elektriciteit te bewaren.
- marktfacilitator: het ontwikkelen van initiatieven om de werking van de elektriciteitsmarkt te verbeteren.

### Toezicht
Bij de wet geregeld, is Elia een monopolist; zij beheert als enige het Belgische net van 30 kV en hoger. Voor de vaststelling van de tarieven, heeft de overheid de CREG als toezichthouder aangewezen. Er is overleg tussen beide partijen, maar het is de toezichthouder die beslist over de tarieven die Elia zijn klanten mag aanrekenen. De tegenhanger voor gastransport is Fluxys.

## Buitenlandse netwerkverbindingen

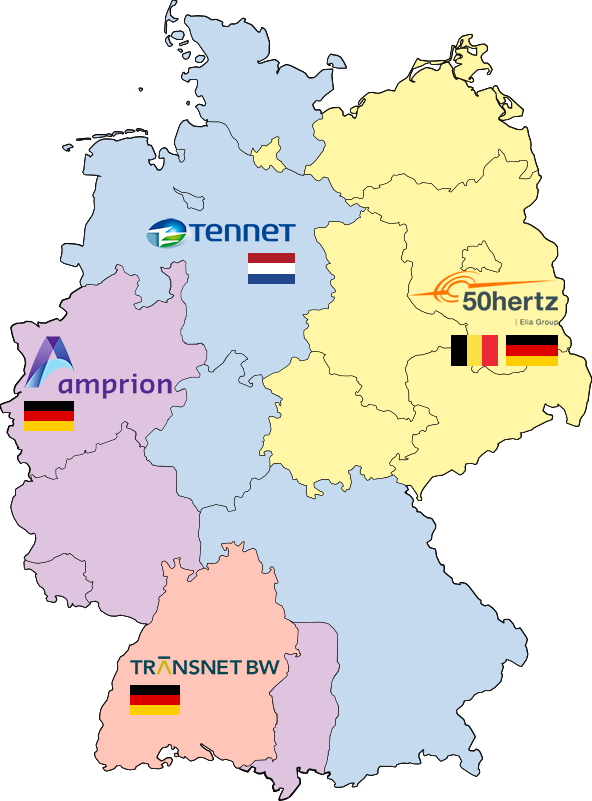
Het Duitse net van 50Hertz, Amprion, TenneT en TransnetBW

België heeft goede internationale netwerkverbindingen met Frankrijk, Nederland en Luxemburg. België produceert in het algemeen minder dan er wordt verbruikt aan elektriciteit en is per saldo een netto importeur, al zijn er incidentele jaren met een klein netto exportsaldo. Jaren met een lage elektriciteitsproductie, zoals 2014, 2015 en 2018, kennen een zeer hoge invoer van elektriciteit. De belangrijkste handelspartners zijn Nederland en Frankrijk. In november 2020 kwam de ALEGrO verbinding gereed. Het is een ondergrondse gelijkstroom-hoogspanningskabel tussen Aken en Luik, een afstand van 90 kilometer. Het is de eerste stroomverbinding tussen Duitsland en België. Het heeft een capaciteit van 1000 megawatt (MW).
Elia tekende in 2009 ook een consultant contract met de Gulf Cooperation Council Interconnection Authority, een samenwerkingsverband van landen gelegen aan de Perzische Golf. De partners van Elia zijn Tractebel Engineering en de Franse netbeheerder RTE.
Op 12 maart 2010 bereikten Elia en het Australische infrastructuurfonds IFM een overeenkomst met Vattenfall over de overname van de Duitse netbeheerder 50hertz Transmission. 50hertz beheert het transmissienet in de voormalige DDR en in de regio Hamburg. Voor de overname betaalden Elia (60%) en IFM (40%) een bedrag van 810 miljoen euro. De verkoop werd op 19 mei 2010 afgesloten. Elia heeft het beheer over het netwerk. Er werkten ten tijde van de overname ongeveer 600 mensen bij 50hertz; het hoogspanningsnetwerk bestond uit 6870 kilometer 380kV lijnen en 2870 kilometer 220kV lijnen. In maart 2018 breidde Elia het belang uit naar 80%. Het betaalde IFM zo'n 976,5 miljoen euro. In juli 2018 nam het Duitse KfW een belang van 20% in Eurogrid, door van IFM de aandelen te kopen. In 2020 telde 50hertz 1279 medewerkers.
Op 19 april 2010 maakten de Belgische energiebeurs Belpex en APX-ENDEX bekend te willen fuseren. Elia en TenneT zullen hun aandeel in Belpex, 60% voor Elia en 10% voor TenneT, overdragen aan APX-ENDEX. Elia zal een belang van 20% in de vergrote APX-ENDEX verkrijgen waarvan TenneT de grootste aandeelhouder is. Door deze transactie komt het streven naar één Noordwest-Europese elektriciteitsmarkt dichterbij.

## Samenwerking Europese transmissienetbeheerders
In 2008 hebben 42 netbeheerders uit Europa afgesproken de samenwerking te intensiveren. Een nieuwe organisatie is opgericht met de naam ENTSO-E (Europees netwerk van transmissiesysteembeheerders voor elektriciteit). De organisatie heeft als doel de integratie van de Europese elektriciteitsmarkt te bevorderen. Elia neemt hier ook aan deel.

## Bestuur
| Periode      | Voorzitter     |
| ------------ | -------------- |
| 2002 - 2010  | Ronnie Belmans |
| 2010 - 2014  | Luc Van Nevel  |
| 2014 - 2017  | Miriam Maes    |
| 2017 - 2025  | Bernard Gustin |
| 2025 - heden | Geert Versnick |

| Periode      | CEO                             |
| ------------ | ------------------------------- |
| 2001 - 2003  | Yvan Hella                      |
| 2003 - 2012  | Daniel Dobbeni                  |
| 2012 - 2015  | Jacques Vandermeiren            |
| 2015 - 2023  | Chris Peeters                   |
| 2023 - 2025  | Catherine Vandenborre (interim) |
| 2025 - heden | Bernard Gustin                  |

## Aandeelhouders
| Aandeelhouder     | Belang | Opmerking                                                               |
| ----------------- | ------ | ----------------------------------------------------------------------- |
| Publi-T           | 44,79% | Gemeentelijke holding                                                   |
| Publipart         | 3,32%  |                                                                         |
| Belfius Insurance | 0,97%  | 100% eigendom van de Federale Participatie- en Investeringsmaatschappij |
| Katoen Natie      | 9,30%  | In handen van Fernand Huts                                              |
| Interfin          | 4,25%  | Brusselse intercommunale                                                |
| Free float        | 37,37% |                                                                         |